# هيلين مارش
هيلين مارش (بالإنجليزية: Helene Marsh)‏ هي عالم حيوانات أسترالية، ولدت في 8 أبريل 1945.